# 山賊のむすめローニャ
『山賊のむすめローニャ』（さんぞくのむすめローニャ、Ronja Rövardotter）は、1981年にアストリッド・リンドグレーンによって書かれたスウェーデンの児童文学作品である。
1984年に映画に翻案され、ベルリン国際映画祭で銀熊賞を受賞した。また、デンマークとドイツでミュージカルが上演され、日本でもテレビアニメ化された。本作品は少なくとも39か国語に翻訳されている。

## あらすじ

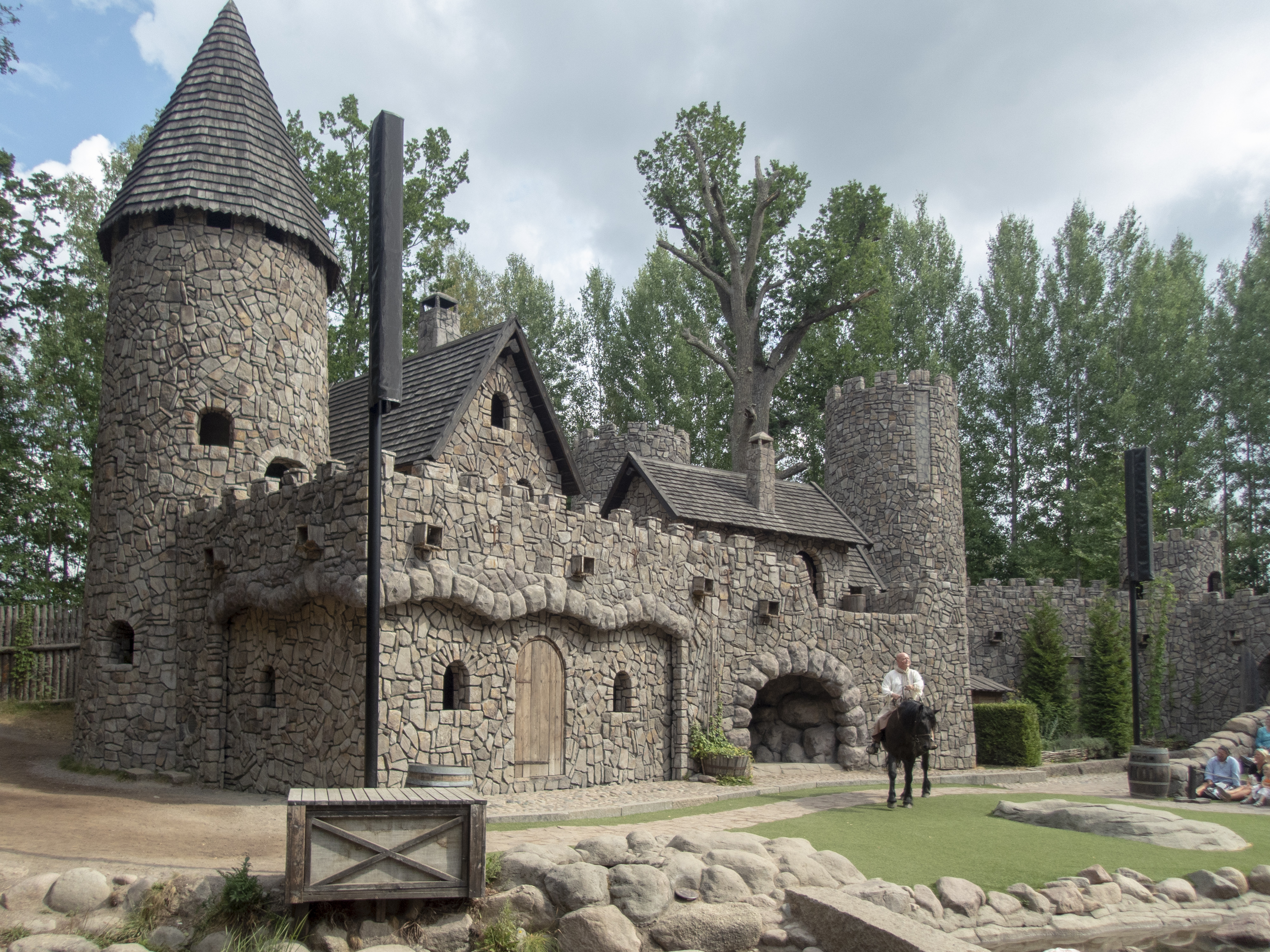
アストリッド・リンドグレーン・ワールドにあるマッティスのとりで

中世初期のスカンジナビアの森の中にある城に住む、山賊の中で育った少女・ローニャ。頭のマッティスの一人っ子である彼女は、いつの日か一族の指導者になることを期待されている。
ローニャが生まれた日、彼らの城「マッティス城」は稲妻によって2つに分断されてしまう。しかし、城の半分にはボルカ率いるライバルの山賊が入ってきており、長年の対立が激化する。
ある日、ローニャは、ボルカの一人息子であるビルク・ボルカソンが裂け目のそばでくつろいでいるのを見かける。ローニャはビルクと出会い、彼がボルカ山賊であることを残念に思う。ローニャはビルクに飛び越えゲームを持ちかけ、ビルクが落ちそうになるまでゲームは終わらない。ローニャは彼を助け、2人はやがて友達になる。
次の冬は長くて寒く、マッティス山賊たちは十分な食事をとっているが、裂け目の向こう側ではビルクたちが苦しんでいる。ローニャは秘密の通路を通ってビルクに食料を届ける。2人はとても親しくなるが、家族には言えないとわかっている。
その年の暮れ、ビルクはローニャの父親に捕まってしまう。ローニャは自らボルカ山賊の捕虜となり、ビルクとの交換を要求する。その結果、父親はローニャを勘当し、娘として認めようとしない。森の中に逃げ込んだビルクとローニャは、洞窟に住み、トロール、森のこびと（ノーム）、妖し鳥（ハルピュイア）など森に生息する野生動物といくつもの苦しい冒険を経験する。
最終的に2人の一族は反目し合うことを悔い改め、全員が再会したが、ローニャとビルクは山賊の生活は自分たちには合わないと決心して、物語は終わる。

## 日本語訳
- 1982年『山賊のむすめローニャ』（リンドグレーン作品集）、大塚勇三（翻訳）、イロン・ヴィークランド（絵）、岩波書店、ISBN 978-4001150797
- 2021年『山賊のむすめローニャ』（リンドグレーン・コレクション）、ヘレンハルメ美穂（翻訳）、イロン・ヴィークランド（絵）、岩波書店、ISBN 978-4001157406

## 登場人物

### マッティス山賊
ローニャ
本作の主人公で、山賊の頭領マッティスの一人娘として、雷鳴が鳴り響く嵐の日に生まれた。栗色の巻き毛が特徴で、野山を裸足で駆け回る。
両親や家族同然の父の子分からたくさんの愛情を受けて育ったおかげで、男勝りで無鉄砲だが明るく素直な性格で、仲間や森を愛する心を持つ娘に成長する。
初めて城の外で出会ったビルクを始めはライバルの子だからと嫌っていたが、次第に気になっていく。
マッティス
ローニャの父親で、マッティス山賊の首領。先祖代々山賊を生業とし、誇りを持つ。直情的で思慮深さに欠けるが、基本的には善良で気前が良い。ローニャを溺愛している。
ロヴィス
ローニャの母親で、マッティスの妻。男所帯の山賊の家を1人で切り盛りする。
寛大で肝が据わっているが、時に夫や山賊を叱責する。一方、ローニャのことは自分と同じ数少ない女性と言うことで特に気にかけ、一番の理解者になる。
スカッレ・ペール
長老。マッティスの世話係。口が悪く、人をからかって楽しんだり話を聞かなかったりするが、いざという時に頼りになる存在。
フョーソク
マッティスの片腕的存在。常に冷静沈着。
チェッゲ
フョーソクに次ぐ中堅。クールな性格。
チョルム
饒舌で、よくウンチクを語る。プライドが高いが、ツッコミに弱い。
ストゥルカス
特攻隊長。せっかちでケガが多いが、気前が良い。
クノータス
怪力で体格が良い男。態度が大きいが、実は小心者。常に雪メガネを掛けている。
ペリェ
一番若手の男。空気が読めずマイペースで、周囲から弄られている。植物が好き。
リル・クリッペン
口達者なお調子者で、しきり屋。小柄で痩せているが、戦う時でも物怖じしない。弓の名手。
ユティス
常に兜をかぶっている男。寡黙で人見知りだが、実はやり手の剣士である。
ヨエン
太鼓奏者。ベテランだが、寡黙で謎が多い。酒豪。
ラッバス
剣士でギタリスト。運動神経が良く、手先も器用。無口。常に眼鏡を掛けている。
トゥッレ
笛奏者。お調子者だが、寡黙で気弱な所がある。酒好き。

### ボルカ山賊
ビルク
ローニャと同じ日に生まれた、ボルカの一人息子。ローニャとは反対に、やや神経質だが、思慮深く現実的でシニカル。明るく大らかなローニャに惹かれていく。
ボルカ
ビルクの父親で、ボルカ山賊の首領。マッティスとは、幼馴染でライバル。性格はマッティスと似ているが、苦労性で思慮深い面もある。
ウンディス
ビルクの母親で、ボルカの妻。心配性で夫や仲間には、小うるさくしてしまう。

### 森のいきもの
鳥女
美女の顔を持つ妖鳥。気性が荒く、人間を見ると捕まえて引き裂こうとする。知能の程は不明だが、人間の言葉を話すことができる。
灰色小人
森の岩や苔の間に群れて潜む小人。臆病に見えるが、人を襲う時がある。
ずんぐり小人
地面の下に穴を掘り、家族で住んでいる小人。親切で大人しい。
暗がりトロル
月の輝く夜だけ、群れで集って踊る森の生き物。

## 翻案

### 映画
1984年、本作品はスウェーデンで映画化された。監督はスウェーデン人のターゲ・ダニエルソン、脚本はアストリッド・リンドグレーン自身が手掛けた。映画は大きな成功を収め、1984年のスウェーデン国内で最高の興行収益を上げた。また、1985年のベルリン映画祭では銀熊賞を受賞した。スウェーデンでの観客動員は150万人以上を記録した。

### ミュージカル

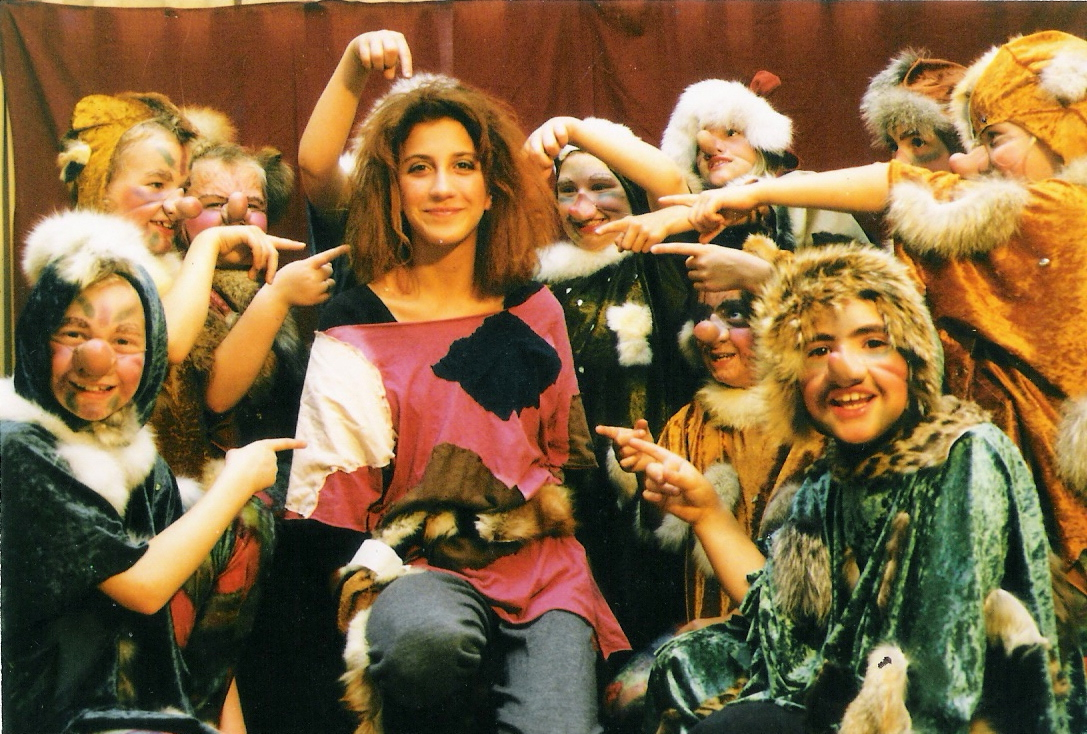
アクセル・ベルクシュテットによるドイツのミュージカルでのローニャ

1991年、デンマークで『Ronja Røverdatter』としてミュージカル化された。本ミュージカルの楽曲はデンマークの作曲家セバスティアンが手掛けた。
1994年、ドイツで『Ronja Räubertochter』としてミュージカル化された。本ミュージカルの楽曲はアクセル・ベルクシュテットによってドイツ語で書かれ、オーケストラ、バンドを擁し、100人以上が舞台上に登場する。

### テレビアニメ
『山賊の娘ローニャ』のタイトルで、2014年10月11日より2015年3月28日までNHK BSプレミアムにて、全26話放送された。宮崎吾朗にとってスタジオジブリ以外の監督作品であり、テレビアニメは初監督となる。なお、スタジオジブリは「制作協力」として参加し、題字は同プロデューサー鈴木敏夫によるもの。
作画上の特色として、各キャラクターは3DCGによって立体的に造形した上で、従来の手描き風の質感を加えて表現。背景描写も水彩画による風景とCGによる川の流れを組み合わせるなど、CGと手描きを高いレベルで融合させた新たなアニメーション表現を目指した。
2016年、国際エミー賞・子どもアニメーション部門で最優秀賞を受賞。
2016年4月から9月まで、NHK Eテレにおいて金曜19時25分から再放送されていた。

#### スタッフ
- 原作 - アストリッド・リンドグレーン 『山賊のむすめローニャ』（大塚勇三 訳）[8]
- 監督 - 宮崎吾朗[8]
- シリーズ構成・脚本 - 川崎ヒロユキ[8]
- 題字 - 鈴木敏夫[8]
- キャラクターデザイン - 近藤勝也[8]
- CGスーパーバイザー - 岩田健志[8]、溝口結城[8]
- アニメーションディレクター - 島田寛志[8]、稲石祐喜子[8]、タン・セ・リ[8]
- モデル造形ディレクター - 片塰満則[8]
- 美術 - 福留嘉一[8]、本間禎章[8]
- 音楽 - 武部聡志[8]
- 音響監督 - 笠松広司[8]
- アフレコ演出 - 木村絵理子[8]
- プロデューサー - 川上量生[8]
- アニメーションプロデューサー - 小林毅[8]、高久美知子[8]
- 制作統括 - 有吉伸人[8]、土橋圭介[8]、太田豊紀[8]
- アニメーション制作 - ポリゴン・ピクチュアズ[8]
- 制作協力 - スタジオジブリ[8]
- 制作 - NHKエンタープライズ[8]
- 制作・著作 - NHK[8]、ドワンゴ[8]
- ナレーション - 遠藤ふき子

#### キャスト
- ローニャ - 白石晴香[8]
- ビルク - 宇山玲加[8]

- マッティス - 関貴昭[8]
- ロヴィス - 野沢由香里[8]
- スカッレ・ペール - 佐々木梅治
- フョーソク - 赤星昇一郎
- チェッゲ - 西凜太朗
- チョルム - 小川剛生
- ストゥルカス - 杉村憲司
- クノータス - 島田岳洋
- ペリェ - 手塚祐介
- リル・クリッペン - 姫野惠二

- ボルカ - 谷昌樹
- ウンディス - 土井美加

- 鳥女 - 加藤沙織
- ずんぐり小人の親父 - 加藤満
- ずんぐり小人のおじさん - 田中英樹
- ずんぐり小人の母ちゃん - 磯辺万沙子
- ずんぐり小人の姉ちゃん - 栗田エリナ
- ずんぐり小人のちびちゃん - 佐藤美由希

- 少年時代のボルカ - 塚田匠
- 少年時代のマッティス - 金沢凛

#### 主題歌
オープニングテーマ「春のさけび」
作詞 - 宮崎吾朗 / 作曲 - 谷山浩子 / 編曲 - 武部聡志 / 歌 - 手嶌葵
エンディングテーマ「Player」
作詞・作曲 - 斉藤和義 / 歌 - 夏木マリ

#### 各話リスト
| 話数   | サブタイトル           | 絵コンテ           | 演出             | 放送日          |
| ------ | ---------------------- | ------------------ | ---------------- | --------------- |
| 第1話  | かみなりの夜の子       | 宮崎吾朗           | 清水和真         | 2014年 10月11日 |
| 第2話  | はじめての森へ         | 宮崎吾朗           | 清水和真         | 2014年 10月11日 |
| 第3話  | 森と星と小人と         | 宮崎吾朗、清水和真 | 清水和真         | 10月18日        |
| 第4話  | 聞こえる口笛           | 宮崎吾朗、郡司絵美 | 鹿住朗生         | 10月25日        |
| 第5話  | 城にはいった敵         | 宮崎吾朗、亀井隆   | 清水和真         | 11月1日         |
| 第6話  | にらみあう山賊たち     | 宮崎吾朗、宮下新平 | 鹿住朗生         | 11月8日         |
| 第7話  | 霧の中の歌声           | 宮崎吾朗、横山広行 | 清水和真         | 11月15日        |
| 第8話  | 深まる森の秋           | 宮崎吾朗           | 鹿住朗生         | 11月22日        |
| 第9話  | ぬけられない雪の穴     | 宮崎吾朗           | 清水和真         | 11月29日        |
| 第10話 | きょうだいの誓い       | 宮崎吾朗、宮下新平 | 鹿住朗生         | 12月6日         |
| 第11話 | こっそりとやること     | 宮崎吾朗、高尾圭   | 高尾圭           | 12月13日        |
| 第12話 | 地下室の口笛           | 宮崎吾朗、横山広行 | 清水和真         | 12月20日        |
| 第13話 | あわれな山賊たち       | 宮崎吾朗、亀井隆   | 鹿住朗生         | 12月27日        |
| 第14話 | すばらしい春に         | 宮崎吾朗、高尾圭   | 高尾圭           | 2015年 1月3日   |
| 第15話 | はてしない争い（前編） | 宮崎吾朗、横山広行 | 清水和真         | 1月10日         |
| 第16話 | はてしない争い（後編） | 宮崎吾朗、宮下新平 | 清水和真         | 1月17日         |
| 第17話 | ふたりの引っこし       | 宮崎吾朗、高尾圭   | 鹿住朗生         | 1月24日         |
| 第18話 | 洞窟にひそむもの       | 宮崎吾朗、高尾圭   | 高尾圭           | 1月31日         |
| 第19話 | なくなったナイフ       | 宮崎吾朗、宮下新平 | 高尾圭、鹿住朗生 | 2月7日          |
| 第20話 | 野馬たちと             | 宮崎吾朗、横山広行 | 鹿住朗生         | 2月14日         |
| 第21話 | とどろく滝と鳥女       | 宮崎吾朗、高尾圭   | 高尾圭           | 2月21日         |
| 第22話 | これかぎりの夏         | 宮崎吾朗、青空晴夫 | 清水和真         | 2月28日         |
| 第23話 | 命はむだにできない     | 宮崎吾朗、宮下新平 | 鹿住朗生         | 3月7日          |
| 第24話 | 決闘の朝               | 宮崎吾朗、横山広行 | 高尾圭           | 3月14日         |
| 第25話 | ひとつの強い山賊団     | 宮崎吾朗、高尾圭   | 鹿住朗生         | 3月21日         |
| 第26話 | 春の叫び               | 宮崎吾朗、郡司絵美 | 清水和真         | 3月28日         |

#### 放送局
| 放送地域 | 放送局           | 放送期間                                                                                                | 放送日時                                                             | 放送系列       | 備考                                   |
| -------- | ---------------- | --- | -------------------------------------------------------------------- | -------------- | -------------------------------------- |
| 日本全域 | NHK BSプレミアム | 2014年10月11日 - 2015年3月28日 2014年10月15日 - 2015年4月1日（再） 2015年4月5日 - 2015年9月27日（再々） | 土曜 19:00 - 19:25 水曜 18:30 - 18:55（再） 日曜 7:30 - 7:55（再々） | BSデジタル放送 | 初回は1話・2話連続放送（再々放送除く） |
| 日本全域 | NHK Eテレ        | 2016年4月8日 -                                                                                          | 金曜 19:25 - 19:50                                                   |                |                                        |

| 放送地域 | 放送局             | 放送期間                       | 放送日時           | 放送系列   | 備考                              |
| -------- | ------------------ | ------------------------------ | ------------------ | ---------- | --------------------------------- |
| 日本全域 | ニコニコ生放送     | 2014年10月11日 - 2015年3月28日 | 土曜 22:30 - 23:00 | ネット配信 | 初回は1話・2話を23:00から連続放送 |
| 日本全域 | ニコニコチャンネル | 2014年10月11日 - 2015年3月28日 | 土曜 23:00 更新    | ネット配信 | 初回は24:00更新                   |

#### 関連番組
関連番組として「ローニャはこうして生まれた　『山賊の娘ローニャ』直前スペシャル」を放送。出演は宮崎吾朗、長澤まさみ、鈴木敏夫、川上量生、手嶌葵、夏木マリ。司会は鈴木奈穂子。語りは合原明子。
| 放送地域 | 放送局              | 放送日        | 放送時間           |
| -------- | ------------------- | ------------- | ------------------ |
| 日本全域 | NHK BSプレミアム    | 2014年10月4日 | 土曜 19:00 - 20:29 |
| 日本全域 | NHK総合テレビジョン | 2014年10月5日 | 日曜 16:30 - 17:30 |

#### BD / DVD
| 巻 | 発売日        | 収録話          | 規格品番   | 規格品番   | 規格品番 |
| 巻 | 発売日        | 収録話          | BD         | DVD        |          |
| -- | ------------- | --------------- | ---------- | ---------- | -------- |
| 1  | 2015年1月30日 | 第1話 - 第3話   | PCXE-50501 | PCBE-54761 |          |
| 2  | 2015年2月27日 | 第4話 - 第6話   | PCXE-50502 | PCBE-54762 |          |
| 3  | 2015年3月18日 | 第7話 - 第9話   | PCXE-50503 | PCBE-54763 |          |
| 4  | 2015年4月15日 | 第10話 - 第12話 | PCXE-50504 | PCBE-54764 |          |
| 5  | 2015年5月20日 | 第13話 - 第15話 | PCXE-50505 | PCBE-54765 |          |
| 6  | 2015年6月17日 | 第16話 - 第18話 | PCXE-50506 | PCBE-54766 |          |
| 7  | 2015年6月17日 | 第19話 - 第21話 | PCXE-50507 | PCBE-54767 |          |
| 8  | 2015年7月15日 | 第22話 - 第24話 | PCXE-50508 | PCBE-54768 |          |
| 9  | 2015年7月15日 | 第25話 - 第26話 | PCXE-50509 | PCBE-54769 |          |

#### CD
| 発売日         | タイトル                                    | 規格品番   |
| -------------- | ------------------------------------------- | ---------- |
| 2014年11月19日 | 春のさけび / Player                         | PCCG-70227 |
| 2014年12月17日 | 山賊の娘ローニャ オリジナルサウンドトラック | PCCG-1429  |

### テレビドラマ
2024年3月28日、同名の小説と映画を新たに翻案したスウェーデンのテレビシリーズ 。第1シーズンは3月28日に最初の6話がNetflixで配信され、第2シーズンは2024年後半に公開される予定。
日本では、wowowで『ファンタジー超大作「山賊のむすめローニャ」』の題で二カ国版版が2024年9月11日に放送された。

### キャスト
※括弧内は日本語吹替。
- ローニャ：シェシュティン・リンデン（川勝未来）
- ビルク：ヤック・ベリエンホルツ・ヘンリックソン（鶴翔麒）
- マッティス：クリストファー・ワゲリーン（三宅健太）
- ローヴィス：クリスタ・コソネン（米田えん）
- スカッレ・ペール：ヨハン・ウルヴェソン（紺野相龍）
- ボルカ：スヴェリル・グドナソン（俊藤光利）
- ウンディス：マリア・ノーラ（水咲まりな）
- スカッレ・ベール：ヨハン・ウルベソン（紺野相龍）
- ストゥルカス（山森信太郎）
- キャッパ：ヴェラ・ヴィタリ（林真里花）
- ヴァルディル（定岡小百合）
- ハルヴェット（羽鳥佑）
- スターヴィス（金田愛）
- シェッゲ（近松孝丞）
- ソルヴェ（畑山菜摘）

日本語版その他出演：見上裕昭、沢城千春、山本満太、早川毅、樋山雄作、友松栄、山本誠也、上田ゆう子、平林剛、落并実結子、須能千裕、近内仁子、長谷川敦央、さかき孝輔、ニケライ・ファラナーゼ
日本語版スタッフ 演出：清水洋史、翻訳：小寺陽子、言語監修：ヘレンハルメ美穂、調整：吉本晋、製作：WOWOWエンターテイメント、製作協力：東北新社、制作担当：岡上章子、制作進行：早坂志乃、WOWOW担当：佐藤奈緒子